# Spilosoma arctichroa
Spilosoma arctichroa är en fjärilsart som beskrevs av Druce 1909. Spilosoma arctichroa ingår i släktet Spilosoma och familjen björnspinnare. Inga underarter finns listade i Catalogue of Life.